# عرض از مبدأ

در این شکل مقدارِ عددیِ عرض از مبدأ برابر ۱ است و با نقطه‌ای قرمز رنگ مشخص شده‌است.

عرض از مبدأ (نام علمی: y-intercept) در علم هندسه تحلیلی به کار می‌رود و عبارت است از محل برخورد تابع با محور yها. مقدارِ عددیِ عرض از مبدأ برابر است با مقدار تابع در آن نقطه. به عبارت دیگر، مقدار تابع به ازای x=0.